# Chickbadawadgi, Hungund
Chickbadawadgi là một làng thuộc tehsil Hungund, huyện Bagalkot, bang Karnataka, Ấn Độ.